# Reinhard Dyk
Reinhard Dyk (* 19. September 1945 in Münzbach) ist ein pensionierter oberösterreichischer Beamter und Linzer Stadt-Politiker (ÖVP).

## Leben und Ausbildung
Dyk maturierte 1963 an der Handelsakademie Linz, studierte von 1966 bis 1970 an der Johannes Kepler Universität Linz Sozialwirtschaft und promovierte dort 1976. Von 1970 bis 1988 war er im Dienst der oberösterreichischen Landesregierung, wo er für Wohnbauförderung und Raumplanung zuständig war.

## Politisches Wirken
Er war ab 1973 ÖVP-Gemeinderat, ab 1988 Kultur-Stadtrat und von 2001 bis 2003 Vizebürgermeister der Stadt Linz.
Von 1988 war er für die Agenden Straßen- und Brückenbau, Beleuchtung und Vermessung und von 1991 bis 2001 für kulturelle Angelegenheiten, ab 1997 auch für die städtischen Parkanlagen, Gärten und Grünflächen zuständig.
Während seiner Amtszeit wurde 1996 das Ars Electronica Center und 2003 das Kunstmuseum Lentos eröffnet. 1998 war Linz Europäische Kulturmonatsstadt. Mit der Erstellung eines Kulturentwicklungsplanes und seiner Arbeit als Stadtkulturbeirat wurde Linz in diesem Bereich zum Vorbild für andere Städte.
Beispiele für Renovierungen und Revitalisierungen unter seiner Verantwortung sind die Renovierung des KulTurms auf dem Pöstlingberg, die Revitalisierung der ehemaligen Volksküche zum Architekturmuseum. Linz Fest, Pflasterspektakel oder 4020. Mehr als Musik trugen zur Belebung der Kulturszene in Linz bei.
Der Rosengarten auf dem Pöstlingberg, der Pulvermühlpark in Urfahr, der Landschaftspark in der solarCity Linz und der Neue Linzer Stadtpark sind während seiner Amtszeit entstanden. Der in Österreich einzigartige Jugendstilpark am Bauernberg wurde unter Denkmalschutz gestellt.

## Sonstige Funktionen im Sozial- und Kulturbereich
In seiner Funktion als Kulturstadtrat bzw. Vizebürgermeister war er in diversen Gremien als Mitglied bzw. Vorsitzender oder stellvertretender Vorsitzender tätig, u. a. als Aufsichtsratsvorsitzender des Ars Electronica Centers (1998 bis 2003) und als Vorsitzender des Kulturausschusses im Österreichischen Städtebund. Weiters war er
- Präsident des Oberösterreichischen Kunstvereins (2005 bis 2007)
- Präsident des Urfahrer Kulturvereins Besser Leben (2008 bis 2011)[3]
- Geschäftsführer der Stiftung Lern- und Gedenkort Schloss Hartheim (2004 bis 2010)[4]

## Auszeichnungen
- 2005: Ehrenring der Stadt Linz[5]
- 2007: Goldenes Ehrenzeichen für Verdienste um die Republik Österreich[6]